# بلو نت رکوردز
بلو نُت رکوردز (انگلیسی: Blue Note Records) یک ناشر موسیقی جاز تحت مالکیت یونیورسال میوزیک گروپ است که سال ۱۹۳۹ تأسیس شد و در حال حاضر با دکا ریکوردز همکاری می‌کند. این ناشر که نام خود را از «نت‌های آبی» جاز و بلوز گرفته، در سالهای آغازین فعالیت به انتشار آثار جاز و سوئینگ سنتی می‌پرداخت اما از سال ۱۹۴۷ به جاز مدرن رو آورد.